# Конституционный референдум в Бангладеш (1991)
Конституционный референдум был проведен в Бангладеш 15 сентября 1991. В бюллетень для голосования был внесен один вопрос: «Следует или нет согласиться с внесённой Президентом поправкой (т. н. „Двенадцатая поправка“) к Конституции Народной Республики Бангладеш?»
Двенадцатая поправка предполагала изменение формы государственного устройства Бангладеш, а именно переход к парламентской форме правления с президентом в качестве главы государства и премьер-министром — в качестве главы исполнительной власти. Кроме того, предлагалось упразднить должность вице-президента и избирать президента парламентом страны. По итогам референдума «за» проголосовало 83,6 % при явке 35,2 %.

## Результаты
| Проголосовали          | Число голосов | %    |
| ---------------------- | ------------- | ---- |
| За                     | 18 308 377    | 83.6 |
| Против                 | 3 390 062     | 15.5 |
| Испорченных бюллетеней | 189 998       | 0.9  |
| Всего                  | 21 888 437    | 100  |
| Источник: Nohlen и др. |               |      |